# 莱卡二世
萊卡·安瓦爾·佐格·禮薩·博杜安·穆蘇斯維·索古（1982年3月26日—），是阿爾巴尼亞王國末代王儲萊卡與蘇珊·卡倫-沃德的獨子。
萊卡是阿爾巴尼亞內政部的官員，過去亦曾在外交部和總統府工作。自從父親去世後，萊卡被一些阿爾巴尼亞君主制支持者稱為萊卡二世（Leka II）。2010年5月与阿爾巴尼亞女演員和歌手埃利亞·扎哈里亞（Elia Zaharia）訂婚，並於2016年10月8日結婚。
2011年11月30日，他在父親逝世後繼承索古王朝族長，成為名義上的阿爾巴尼亞國王，以及成為第三位獲得貝薩勳章與斯坎德培勳章的君主領袖。